# Lista siturilor arheologice din județul Alba - P
Lista siturilor arheologice din județul Alba - P conține toate siturile arheologice din județul Alba înscrise în Repertoriul Arheologic Național (RAN) și aflate în localități al căror nume începe cu litera P. RAN este administrat de Ministerul Culturii și Patrimoniului Național și cuprinde date științifice, cartografice, topografice, imagini și planuri, precum și orice alte informații privitoare la zonele cu potențial arheologic, studiate sau nu, încă existente sau dispărute.
Puteți căuta un sit din localitățile care încep cu litera P folosind formularul de mai jos sau puteți naviga prin toate siturile din județ la Lista siturilor arheologice din județul Alba.
| Cuprins                                                       |
| ------------------------------------------------------------- |
| Top - A B C D E F G H I J K L M N O P Q R S Ș T Ț U V W X Y Z |

| Cod RAN                                  | Denumire | Localitate                                           | Adresă                                                                                 | Datare                | Descoperit | Coordonate                                    | Imagine           | Erori            |
| ---------------------------------------- | --- | ---------------------------------------------------- | -------------------------------------------------------------------------------------- | --------------------- | ---------- | --------------------------------------------- | ----------------- | ---------------- |
| 2032.01.01 (Cod LMI: AB-I-m-B-00055.01)  | Așezarea Ampelum de la Pătrângeni / ansamblu Ampelum (Categorie: locuire civilă) (Tip: Așezare)                                                                                      | sat Pătrângeni, oraș Zlatna                          |                                                                                        |                       |            |                                               | Încărcați imagine | Raportați eroare |
| 2032.01.02 (Cod LMI: AB-I-m-B-00055.02)  | Așezarea Ampelum de la Pătrângeni / ansamblu anonim (Categorie: locuire civilă) (Tip: Necropolă)                                                                                     | sat Pătrângeni, oraș Zlatna                          |                                                                                        |                       |            |                                               | Încărcați imagine | Raportați eroare |
| 1909.01.01 (Cod LMI: AB-I-m-A-00056.02)  | Situl arheologic de la Petrești - "Groapa Galbănă" / ansamblu anonim (Categorie: locuire civilă) (Tip: Așezare)                                                                      | localitate componentă Petrești, municipiul Sebeș     | Groapa Galbănă                                                                         | Petrești              |            | 45°54′48″N 23°32′48″E / 45.91333°N 23.54667°E | Încărcați imagine | Raportați eroare |
| 1909.01.02 (Cod LMI: AB-I-m-A-00056.01)  | Situl arheologic de la Petrești - "Groapa Galbănă" / ansamblu anonim (Categorie: locuire civilă) (Tip: Așezare)                                                                      | localitate componentă Petrești, municipiul Sebeș     | Groapa Galbănă                                                                         | geto-dacică           |            | 45°54′48″N 23°32′48″E / 45.91333°N 23.54667°E | Încărcați imagine | Raportați eroare |
| 1909.01.03 (Cod LMI: AB-I-s-A-00056)     | Situl arheologic de la Petrești - "Groapa Galbănă" / ansamblu anonim (Categorie: locuire civilă) (Tip: Așezare)                                                                      | localitate componentă Petrești, municipiul Sebeș     | Groapa Galbănă                                                                         | Turdaș                |            | 45°54′48″N 23°32′48″E / 45.91333°N 23.54667°E | Încărcați imagine | Raportați eroare |
| 1909.01.04 (Cod LMI: AB-I-s-A-00056)     | Situl arheologic de la Petrești - "Groapa Galbănă" / ansamblu anonim (Categorie: locuire civilă) (Tip: Așezare)                                                                      | localitate componentă Petrești, municipiul Sebeș     | Groapa Galbănă                                                                         | ceramicii liniare     |            | 45°54′48″N 23°32′48″E / 45.91333°N 23.54667°E | Încărcați imagine | Raportați eroare |
| 1909.01.05 (Cod LMI: AB-I-s-A-00056)     | Situl arheologic de la Petrești - "Groapa Galbănă" / ansamblu anonim (Categorie: locuire civilă) (Tip: Așezare)                                                                      | localitate componentă Petrești, municipiul Sebeș     | Groapa Galbănă                                                                         | Vinča                 |            | 45°54′48″N 23°32′48″E / 45.91333°N 23.54667°E | Încărcați imagine | Raportați eroare |
| 1909.01.06 (Cod LMI: AB-I-s-A-00056)     | Situl arheologic de la Petrești - "Groapa Galbănă" / ansamblu anonim (Categorie: locuire civilă) (Tip: Așezare)                                                                      | localitate componentă Petrești, municipiul Sebeș     | Groapa Galbănă                                                                         | Precucuteni           |            | 45°54′48″N 23°32′48″E / 45.91333°N 23.54667°E | Încărcați imagine | Raportați eroare |
| 6235.01.01 (Cod LMI: AB-I-m-B-00057.02)  | Situl arheologic de la Pianu de Jos - "Podei"-(Autostrada Orăștie-Sibiu, lot 1, Sit 10, km 21+180 - 21+380) / ansamblu anonim (Categorie: locuire civilă) (Tip: Așezare)             | sat Pianu de Jos, comuna Pianu                       | Podei-(Autostrada Orăștie-Sibiu, lot 1, Sit 10, km 21+180 - 21+380)                    | Petrești              |            |                                               | Încărcați imagine | Raportați eroare |
| 6235.01.02 (Cod LMI: AB-I-m-B-00057.01)  | Situl arheologic de la Pianu de Jos - "Podei"-(Autostrada Orăștie-Sibiu, lot 1, Sit 10, km 21+180 - 21+380) / ansamblu anonim (Categorie: locuire civilă) (Tip: Așezare)             | sat Pianu de Jos, comuna Pianu                       | Podei-(Autostrada Orăștie-Sibiu, lot 1, Sit 10, km 21+180 - 21+380)                    | Coțofeni              |            |                                               | Încărcați imagine | Raportați eroare |
| 6235.01.03 (Cod LMI: AB-I-s-B-00057)     | Situl arheologic de la Pianu de Jos - "Podei"-(Autostrada Orăștie-Sibiu, lot 1, Sit 10, km 21+180 - 21+380) / ansamblu anonim (Categorie: locuire civilă) (Tip: Așezare)             | sat Pianu de Jos, comuna Pianu                       | Podei-(Autostrada Orăștie-Sibiu, lot 1, Sit 10, km 21+180 - 21+380)                    | Turdaș                |            |                                               | Încărcați imagine | Raportați eroare |
| 6235.01.04 (Cod LMI: AB-I-s-B-00057)     | Situl arheologic de la Pianu de Jos - "Podei"-(Autostrada Orăștie-Sibiu, lot 1, Sit 10, km 21+180 - 21+380) / ansamblu anonim (Categorie: locuire civilă) (Tip: Așezare)             | sat Pianu de Jos, comuna Pianu                       | Podei-(Autostrada Orăștie-Sibiu, lot 1, Sit 10, km 21+180 - 21+380)                    | Precucuteni           |            |                                               | Încărcați imagine | Raportați eroare |
| 5666.01.01 (Cod LMI: AB-I-m-B-00058.02)  | Situl arheologic de la Presaca Ampoiului - "Peștera Șura de Piatră" / ansamblu anonim (Categorie: locuire civilă) (Tip: Așezare)                                                     | sat Presaca Ampoiului, comuna Meteș                  | Peștera Șura de Piatră                                                                 |                       |            |                                               | Încărcați imagine | Raportați eroare |
| 5666.01.02 (Cod LMI: AB-I-m-B-00058.01)  | Situl arheologic de la Presaca Ampoiului - "Peștera Șura de Piatră" / ansamblu anonim (Categorie: locuire civilă) (Tip: Așezare)                                                     | sat Presaca Ampoiului, comuna Meteș                  | Peștera Șura de Piatră                                                                 |                       |            |                                               | Încărcați imagine | Raportați eroare |
| 1062.01.01                               | Situl arheologic de la Pâclișa - "La Izvoare" / ansamblu anonim (Categorie: locuire) (Tip: Așezare)                                                                                  | localitate componentă Pâclișa, municipiul Alba Iulia | La Izvoare                                                                             | Basarabi              |            | 46°03′34″N 23°33′05″E / 46.05944°N 23.55139°E | Încărcați imagine | Raportați eroare |
| 1062.01.02                               | Situl arheologic de la Pâclișa - "La Izvoare" / ansamblu anonim (Categorie: locuire) (Tip: Necropolă)                                                                                | localitate componentă Pâclișa, municipiul Alba Iulia | La Izvoare                                                                             | Bjelo Brdo sec.XI-XII |            | 46°03′34″N 23°33′05″E / 46.05944°N 23.55139°E | Încărcați imagine | Raportați eroare |
| 6235.02.01                               | Situl arheologic de la Pianu de Jos - "Cleje" / ansamblu anonim (Categorie: locuire civilă) (Tip: Așezare)                                                                           | sat Pianu de Jos, comuna Pianu                       | Cleje                                                                                  | Wietenberg            | 1996       | 45°55′00″N 23°29′00″E / 45.91667°N 23.48333°E | Încărcați imagine | Raportați eroare |
| 6235.02.02                               | Situl arheologic de la Pianu de Jos - "Cleje" / ansamblu anonim (Categorie: locuire civilă) (Tip: Așezare)                                                                           | sat Pianu de Jos, comuna Pianu                       | Cleje                                                                                  | Basarabi              | 1996       | 45°55′00″N 23°29′00″E / 45.91667°N 23.48333°E | Încărcați imagine | Raportați eroare |
| 6235.03.01                               | Exploatarea minieră de la Pianu de Jos - "La Margini" / ansamblu anonim (Categorie: exploatare/carieră) (Tip: Exploatare minieră)                                                    | sat Pianu de Jos, comuna Pianu                       | La Margini                                                                             |                       |            |                                               | Încărcați imagine | Raportați eroare |
| 7375.02                                  | Vas eneolitic de la Pănade (Categorie: descoperire izolată) (Tip: obiect izolat) | sat Pănade, comuna Sâncel                            |                                                                                        |                       |            |                                               | Încărcați imagine | Raportați eroare |
| 8149.01.01                               | Așezarea Petrești de la Pețelca / ansamblu anonim (Categorie: locuire civilă) (Tip: Așezare)                                                                                         | sat Pețelca, oraș Teiuș                              |                                                                                        | Petrești              |            |                                               | Încărcați imagine | Raportați eroare |
| 1393.01                                  | Toporul neolitic de la Petrisat- Atal (Categorie: descoperire izolată) (Tip: obiect izolat)                                                                                          | localitate componentă Petrisat, municipiul Blaj      | Atal                                                                                   |                       |            |                                               | Încărcați imagine | Raportați eroare |
| 1909.02.01                               | Situl arheologic de la Petrești / ansamblu anonim (Categorie: locuire civilă) (Tip: Așezare)                                                                                         | localitate componentă Petrești, municipiul Sebeș     |                                                                                        | Turdaș                |            |                                               | Încărcați imagine | Raportați eroare |
| 1909.02.02                               | Situl arheologic de la Petrești / ansamblu anonim (Categorie: locuire civilă) (Tip: Așezare)                                                                                         | localitate componentă Petrești, municipiul Sebeș     |                                                                                        | Petrești              |            |                                               | Încărcați imagine | Raportați eroare |
| 1909.02.03                               | Situl arheologic de la Petrești / ansamblu anonim (Categorie: locuire civilă) (Tip: Așezare)                                                                                         | localitate componentă Petrești, municipiul Sebeș     |                                                                                        | Precucuteni           |            |                                               | Încărcați imagine | Raportați eroare |
| 1909.03.01                               | Așezarea eneolitică de la Petrești - "Țiglărie" / ansamblu anonim (Categorie: locuire civilă) (Tip: Așezare)                                                                         | localitate componentă Petrești, municipiul Sebeș     | Țiglărie                                                                               | Petrești              |            |                                               | Încărcați imagine | Raportați eroare |
| 5194.01.01                               | Așezarea eneolitică de la Poiana Aiudului / ansamblu anonim (Categorie: locuire civilă) (Tip: Așezare)                                                                               | sat Poiana Aiudului, comuna Livezile                 |                                                                                        |                       |            |                                               | Încărcați imagine | Raportați eroare |
| 7375.01.01                               | Așezarea Starčevo-Criș de la Pănade - "Tăul Pănăzii" / ansamblu anonim (Categorie: locuire civilă) (Tip: Așezare)                                                                    | sat Pănade, comuna Sâncel                            | Tăul Pănăzii                                                                           | Starčevo - Criș       |            |                                               | Încărcați imagine | Raportați eroare |
| 1909.04.01 (Cod LMI: AB-II-m-A-00259.01) | Asamblul fostei biserici evanghelice de la Petrești / ansamblu anonim (Categorie: structură de cult/religioasă) (Tip: Incinta fortificată)                                           | localitate componentă Petrești, municipiul Sebeș     |                                                                                        | sec. XIV - XVIII      |            |                                               | Încărcați imagine | Raportați eroare |
| 1909.04.02 (Cod LMI: AB-II-m-A-00259.02) | Asamblul fostei biserici evanghelice de la Petrești / ansamblu Turn (Categorie: structură de cult/religioasă) (Tip: turn-clopotniță)                                                 | localitate componentă Petrești, municipiul Sebeș     |                                                                                        | sec. XIV - XVIII      |            |                                               | Încărcați imagine | Raportați eroare |
| 1909.04.03 (Cod LMI: AB-IV-m-A-00259.03) | Asamblul fostei biserici evanghelice de la Petrești / ansamblu Cimitirul evanghelic (Categorie: structură de cult/religioasă) (Tip: Necropolă)                                       | localitate componentă Petrești, municipiul Sebeș     |                                                                                        | sec. XIV-XVIII        |            |                                               | Încărcați imagine | Raportați eroare |
| 6226.01.01 (Cod LMI: AB-II-m-A-00262.01) | Biserica de lemn "Cuvioasa Paraschiva" de la Pianu de Sus / ansamblu Biserica de lemn "Cuvioasa Paraschiva" (Categorie: structură de cult/religioasă) (Tip: Biserică de lemn)        | sat Pianu de Sus, comuna Pianu                       |                                                                                        | sec. XVIII            |            |                                               | Încărcați imagine | Raportați eroare |
| 7375.03.01                               | Situl arheologic de la Pănade - Sărături / ansamblu anonim (Categorie: locuire) (Tip: Așezare)                                                                                       | sat Pănade, comuna Sâncel                            | Sărături                                                                               | Wietenberg            |            |                                               | Încărcați imagine | Raportați eroare |
| 7375.03.02                               | Situl arheologic de la Pănade - Sărături / ansamblu anonim (Categorie: locuire) (Tip: Așezare)                                                                                       | sat Pănade, comuna Sâncel                            | Sărături                                                                               | sec. III-IV           |            |                                               | Încărcați imagine | Raportați eroare |
| 6226.02.01                               | Fotificația dela Pianu de Sus-Cetățuia / ansamblu anonim (Categorie: locuire) (Tip: fortificație)                                                                                    | sat Pianu de Sus, comuna Pianu                       | Cetățuia                                                                               | sec. XV               |            |                                               | Încărcați imagine | Raportați eroare |
| 6235.05.01                               | Situl arheologic de la Pianu de Jos - Lunca Pârâului (Autostrada Orăștie-Sibiu, lot 1, Sit 9, km 20+550-20+870) / ansamblu anonim (Categorie: locuire) (Tip: așezare)                | sat Pianu de Jos, comuna Pianu                       | Lunca Pârâului (Autostrada Orăștie-Sibiu, lot 1, Sit 9, km 20+550-20+870)              |                       |            | 45°58′05″N 23°28′17″E / 45.96806°N 23.47139°E | Încărcați imagine | Raportați eroare |
| 6235.05.02                               | Situl arheologic de la Pianu de Jos - Lunca Pârâului (Autostrada Orăștie-Sibiu, lot 1, Sit 9, km 20+550-20+870) / ansamblu anonim (Categorie: locuire) (Tip: așezare)                | sat Pianu de Jos, comuna Pianu                       | Lunca Pârâului (Autostrada Orăștie-Sibiu, lot 1, Sit 9, km 20+550-20+870)              | Coțofeni              |            | 45°58′05″N 23°28′17″E / 45.96806°N 23.47139°E | Încărcați imagine | Raportați eroare |
| 6235.05.03                               | Situl arheologic de la Pianu de Jos - Lunca Pârâului (Autostrada Orăștie-Sibiu, lot 1, Sit 9, km 20+550-20+870) / ansamblu anonim (Categorie: locuire) (Tip: așezare)                | sat Pianu de Jos, comuna Pianu                       | Lunca Pârâului (Autostrada Orăștie-Sibiu, lot 1, Sit 9, km 20+550-20+870)              | Wietenberg            |            | 45°58′05″N 23°28′17″E / 45.96806°N 23.47139°E | Încărcați imagine | Raportați eroare |
| 6235.05.04                               | Situl arheologic de la Pianu de Jos - Lunca Pârâului (Autostrada Orăștie-Sibiu, lot 1, Sit 9, km 20+550-20+870) / ansamblu anonim (Categorie: locuire) (Tip: așezare)                | sat Pianu de Jos, comuna Pianu                       | Lunca Pârâului (Autostrada Orăștie-Sibiu, lot 1, Sit 9, km 20+550-20+870)              | sec. XII              |            | 45°58′05″N 23°28′17″E / 45.96806°N 23.47139°E | Încărcați imagine | Raportați eroare |
| 6235.05.05                               | Situl arheologic de la Pianu de Jos - Lunca Pârâului (Autostrada Orăștie-Sibiu, lot 1, Sit 9, km 20+550-20+870) / ansamblu anonim (Categorie: locuire) (Tip: Necropolă de inhumație) | sat Pianu de Jos, comuna Pianu                       | Lunca Pârâului (Autostrada Orăștie-Sibiu, lot 1, Sit 9, km 20+550-20+870)              |                       |            | 45°58′05″N 23°28′17″E / 45.96806°N 23.47139°E | Încărcați imagine | Raportați eroare |
| 6235.05.06                               | Situl arheologic de la Pianu de Jos - Lunca Pârâului (Autostrada Orăștie-Sibiu, lot 1, Sit 9, km 20+550-20+870) / ansamblu anonim (Categorie: locuire) (Tip: Mormânt de incinerație) | sat Pianu de Jos, comuna Pianu                       | Lunca Pârâului (Autostrada Orăștie-Sibiu, lot 1, Sit 9, km 20+550-20+870)              |                       |            | 45°58′05″N 23°28′17″E / 45.96806°N 23.47139°E | Încărcați imagine | Raportați eroare |
| 6235.05.07                               | Situl arheologic de la Pianu de Jos - Lunca Pârâului (Autostrada Orăștie-Sibiu, lot 1, Sit 9, km 20+550-20+870) / ansamblu anonim (Categorie: locuire) (Tip: Locuire)                | sat Pianu de Jos, comuna Pianu                       | Lunca Pârâului (Autostrada Orăștie-Sibiu, lot 1, Sit 9, km 20+550-20+870)              |                       |            | 45°58′05″N 23°28′17″E / 45.96806°N 23.47139°E | Încărcați imagine | Raportați eroare |
| 6235.06.01                               | Situl arheologic de la Pianu de Jos - Sibișeni Dealul Liștii (Autostrada Orăștie-Sibiu, lot 1, Sit 11, km 21+500 - 21+800) / ansamblu anonim (Categorie: locuire) (Tip: Locuire)     | sat Pianu de Jos, comuna Pianu                       | Sibișeni - Dealul Liștii (Autostrada Orăștie-Sibiu, lot 1, Sit 11, km 21+500 - 21+800) | Coțofeni              |            |                                               | Încărcați imagine | Raportați eroare |
| 6235.06.02                               | Situl arheologic de la Pianu de Jos - Sibișeni Dealul Liștii (Autostrada Orăștie-Sibiu, lot 1, Sit 11, km 21+500 - 21+800) / ansamblu anonim (Categorie: locuire) (Tip: Locuire)     | sat Pianu de Jos, comuna Pianu                       | Sibișeni - Dealul Liștii (Autostrada Orăștie-Sibiu, lot 1, Sit 11, km 21+500 - 21+800) |                       |            |                                               | Încărcați imagine | Raportați eroare |